# Guerra de Titanes (2024)
Guerra de Titanes 2024 fue la vigésima quinta edición de Guerra de Titanes, un evento de lucha libre profesional producido por Lucha Libre AAA Worldwide. Tuvo lugar el 10 de noviembre de 2024 desde el Domo Madero en Ciudad Madero, Tamaulipas. El evento fue transmitido en exclusiva a través de Space y Max.

## Producción
A partir de 1997, la empresa mexicana de Lucha Libre AAA Worldwide ha celebrado un importante espectáculo de lucha libre a finales de año, ya sea en noviembre o diciembre, llamado Guerra de Titanes. El evento presenta combates de campeonato o Lucha de Apuestas o combates de apuestas donde los competidores arriesgan su máscara de luchador o su cabello en el resultado del combate. El espectáculo Guerra de Titanes se realiza en una nueva ubicación cada año, que emana de ciudades como Madero, Ciudad de Chihuahua, Ciudad de México, Guadalajara, Jalisco y otras.
El 10 de octubre de 2024, en Héroes Inmortales, AAA anunció que Guerra de Titanes tendría lugar el día 10 de noviembre de 2024, en el Gimnasio Municipal "Josue Neri Santos"  de Ciudad Juárez, Chihuahua.

## Resultados
- La Fratenidad (Dinámico, Drago & Laredo Kid) derrotaron a Tokyo Bad Boys (Nobu San, SB Kento & Takuma).
  - Dinámico cubrió a Takuma después de un «Diving double foot stomp».
- El Mesías (con Pierroth Jr.) derrotó a Octagón Jr. (c) y ganó el Campeonato Latinoamericano de AAA.
  - Mesías cubrió a Octagón después de golpearle con una silla.
  - Durante la lucha, Pierroth Jr. interfirió a favor del Mesías.
- Alberto El Patrón (c) (con Dorian Roldan & Konnan) derrotó a Pagano (con Latin Lover) y retuvo el Megacampeonato de AAA.
  - Patrón cubrió a Pagano después de golpearle con una guitarra.
  - Durante la lucha, Roldan y Konnan interfirieron a favor del Patrón.
  - Originalmente El Hijo del Vikingo iba a ser el retador por el título, pero fue reemplazado por Pagano debido a una lesión.
- Mecha Wolf, Vampiro y luchador por anunciar vs. Los Vipers (Abismo Negro Jr. & Psicosis) y Taurus.
- Decay (Crazzy Steve & Havok) vs. Brazo de Oro Jr. y Reina Dorada.
  - El Campeonato Mundial en Parejas Mixto de AAA de Decay, no estarán en juego.